# Тракай
 Тази статия е за града в Литва.  За общината вижте Тракай (районна община).  
Тра̀кай (на литовски: Trakai; на полски: Troki; на немски: Traken) е исторически и курортен град в Източна Литва, Вилнюски окръг. Административен център е на районната Тракайска община и заема площ от 11,5 км2. Разположен е между 3 езера на 28 км югозападно от столицата Вилнюс, което го прави атрактивна туристическа дестинация.

## География
Градът се намира в историко-етниграфската област Аукщайтия.
В региона му има 200 езера, най-дълбокото от които е Галве – 46,7 м.
Там се намира също Тракайският национален исторически парк, обявен за такъв през 1991 г. и единствен в Европа. Предназначен е да запази националното историческо наследство на Литва в тази област, както и уникалната природа – 34 км2 гори и 130 км2 езера.

## История
През 13 век се оформя като столица на Великото литовско княжество, разположена на територията на Стария Тракай.
За пръв път селището се споменава в писмен паметник през 1337 г.

## Население
Населението на града възлиза на 4298 души (по приблизителна оценка от януари 2018 г.). Гъстотата е 373 души/км2.
Рамо до рамо тук са живели хора от различни националности като литовци, поляци, караими, татари и руснаци, допринесли за развитието му.
Етнически състав
- литовци – 60%
- поляци – 20%
- караими

## Забележителности
В Тракай има богато наследство от историята на Литва, като най-голяма атракция е реставрираният Островен замък в Тракай, построен на остров в езерото Галве.

## Личности
Родени в града
- Рафал Абкович – караимски хазан
- Александер Дубински – полски тюрколог,
- Богуслав Фиркович – караимски хазан
- Шимон Фиркович – караимски хазан
- Симонас Кобецкис – караимски поет, драматург
- Едвард Наркевич – полски художник

## Градове партньори
- Бернбург, Германия
- Алания, Турция
- Rheine, Германия
- Малборк, Полша
- Нови Сонч, Полша
- Гижицко, Полша
- Гора, Полша
- Шидловец, Полша